# Championnats d'Europe de judo open 2023
Ne doit pas être confondu avec Championnats d'Europe de judo 2023.
Les Championnats d'Europe Open de judo 2023 est la première édition des championnats d'Europe format Open qui est organisé le 16 décembre 2023 au Palais de la jeunesse et des sports de Pristina, au Kosovo.
Ce nouveau format a été créé en 2023 par l'Union européenne de judo ; pour cette première édition, les deux seules deux catégories de poids programmés sont -57kg chez les femmes et -73kg chez les hommes.

## Judokas biélorusses et russes
Les athlètes biélorusses et russes sont autorisés à prendre part à la compétition mais sous le statut d'athlètes individuels neutres (AIN). Aucun drapeau n'est utilisé pour ces délégations, pas même le drapeau de l'EJU.

## Médaillés
| Épreuves       | Or                 | Argent            | Bronze           |
| -------------- | ------------------ | ----------------- | ---------------- |
| Hommes         |                    |                   |                  |
| Moins de 73 kg | Akil Gjakova       | Manuel Lombardo   | Hidayet Heydarov |
| Moins de 73 kg | Akil Gjakova       | Manuel Lombardo   | Dardan Cena      |
| Femmes         |                    |                   |                  |
| Moins de 57 kg | Eteri Liparteliani | Timna Nelson-Levy | Nora Gjakova     |
| Moins de 57 kg | Eteri Liparteliani | Timna Nelson-Levy | Distria Krasniqi |